# Life After Life
Life After Life is een Britse dramaserie die in première ging op 19 april 2022 op BBC Two. De vierdelige serie is een bewerking door de toneelschrijfster Bathsheba "Bash" Doran, gebaseerd op de roman Life After Life uit 2013 van Kate Atkinson. Het volgt het verhaal van Ursula Todd, een vrouw in de eerste helft van de 20e eeuw die een eindeloze cyclus van geboorte, dood en wedergeboorte doormaakt.
Op 23 oktober 2022 werd de serie uitgebracht op BBC First.

## Rolverdeling
| Acteur                | Personage      |
| --------------------- | -------------- |
| Thomasin McKenzie     | Ursula         |
| Sian Clifford         | Sylvie Todd    |
| James McArdle         | Hugh Todd      |
| Maria Laird           | Bridget        |
| Jessica Hynes         | Mrs. Glover    |
| Patsy Ferran          | Pamela         |
| Joshua Hill           | Derek Oliphant |
| Ron Cook              | Dr. Fellowes   |
| Jessica Brown Findlay | Izzie          |
| John Hodgkinson       | Dr. Kellet     |
| Louis Hofmann         | Jürgen         |

## Afleveringen
| Afl. | Titel          | Regie        | Scenario        | Releasedatum BBC Two |
| ---- | -------------- | ------------ | --------------- | -------------------- |
| 1    | "Aflevering 1" | John Crowley | Bathsheba Doran | 19 april 2022        |
| 2    | "Aflevering 2" | John Crowley | Bathsheba Doran | 26 april 2022        |
| 3    | "Aflevering 3" | John Crowley | Bathsheba Doran | 3 mei 2022           |
| 4    | "Aflevering 4" | John Crowley | Bathsheba Doran | 10 mei 2022          |